# Domenico Dolce
Domenico Mario Assunto Dolce (n. Polizzi Generosa, 13 de agosto de 1958 en Italia) es un diseñador de moda italiano y uno de los dos fundadores y diseñadores de Dolce & Gabbana. La casa de moda se basa en Legnano, una ciudad en la que el diseñador ha vivido.

## Biografía
Diseñador de moda actividad que le viene de familia al ser su padre Saverio dueño de una pequeña casa de modas, conoció a Stefano Gabbana cuando fueron a trabajar como ayudantes en un taller de Milán. Dieron inicio a la actividad de la casa en 1982.